# Я у Марспорті без Хільди
«Я у Марспо́рті без Хі́льди» (англ. I'm in Marsport Without Hilda) — науково-фантастичне оповідання американського письменника Айзека Азімова, вперше опубліковане у листопаді 1957 року в журналі «Venture Science Fiction Magazine». Увійшло до збірок «Дев'ять завтра» (1959) та «Детективи Азімова» (1968).

## Сюжет
Макс — агент Галактичної служби, опиняється в Марсопорті без дружини Хільди, вперше за довгий час. Він планує відвідати красиву і приємну жінку Флору, але раптово отримує несподіване призначення. Його керівник повідомляє, що з'явилось нове джерело модифікованого спейсоліну. Звичайний спейсолін є засобом від нудоти у космічних польотах, але модифікація перетворює його в небезпечний наркотик. Служба підозрює, що один із трьох VIP-пасажирів перевозить препарат.
Всі троє виказують себе під дією спейсоліну, бо при його дії людина підсвідомо породжує вільні асоціації. Але злочинець не міг вживати спейсолін, щоб випадково не викрити себе, отже пасажири насправді вдають, що прийняли препарат. Найпростішим способом визначення злочинця був би обшук, проте, керівник Макса забороняє це, щоб уникнути розголосу. Макс змушений імпровізувати.
Макс розмовляє з усіма трьома, намагаючись знайти брехуна, але злочинець досить розумний, щоб уникнути виявлення. Всі троє по черзі обмінюються безглуздими репліками, кожна з яких має якусь асоціацію з попередньою. Репліки, які здаються глузуванням над Максом, можуть з таким же успіхом бути невинними.
Коли час у Макса майже закінчується, він починає описувати свою заплановану зустріч з Флорою у всіх подробицях. Двоє пасажирів під спейсоліном не реагують на сюжет, але шахрай починає пітніти і його дихання стає важче, його викриває сексуальне збудження.
Макс передає збудженого злочинця своєму керівнику і отримує суттєву премію готівкою, яку він планує використати, щоб загладити перед Флорою своє запізнення. Однак, щойно він збирається зустрітися з нею, в Марсопорт прилітає його дружина Хільда.